# Peter Birmann
Peter Birmann (Bázel, 1758. december 14. – Bázel, 1844. július 18.) svájci festő és műkereskedő.

## Élete
Portréfestőként kezdte munkásságát Bázelben. 1775-ben Bernbe költözött, ahol megismerkedett a tájfestészettel. 1777-től 1781-ig Johann Ludwig Aberlivel és Abraham Wagnerrel dolgozott. 1781-ben Rómába utazott, ahol tíz éven keresztül állt Louis Ducros és Giovanni Volpato alkalmazásában.
Rómában számos tájképet készített, főként akvatintával dolgozott. A római Goethe-kör tagja lett. 1792-ben visszatért Bázelbe tanítani. Nemsokára műkereskedést nyitott, saját boltot és kiadót alapított. 1802 és 1804 között több műve is szerepelt a zürichi művésztársulat kiállításain. 1804 és 1810 között főleg olajfestményei szerepeltek kiállításokon.

## Galéria

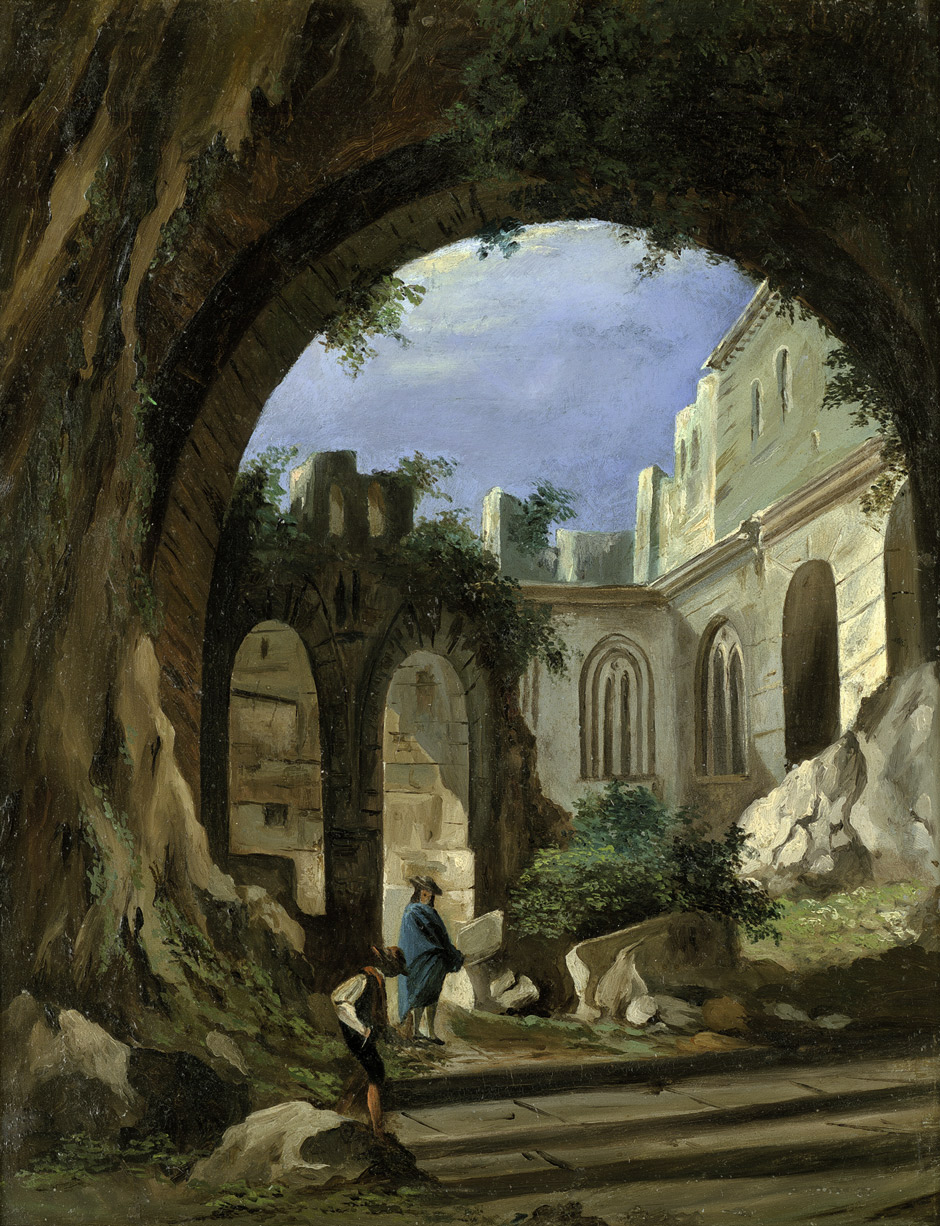
Kolostor romjai a holdfényben két figurával (c. 1790)
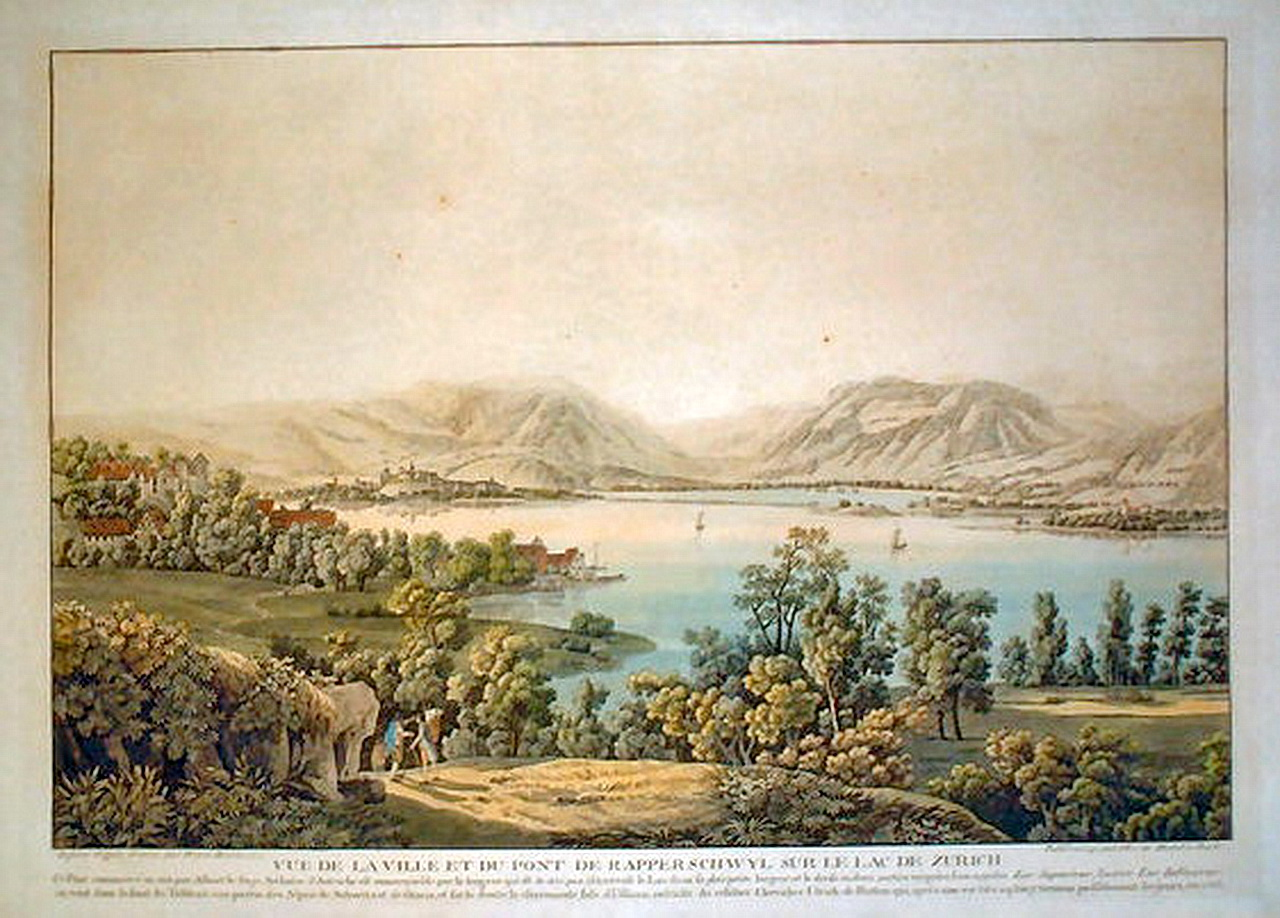
Fahíd Rapperswilnél (1791)
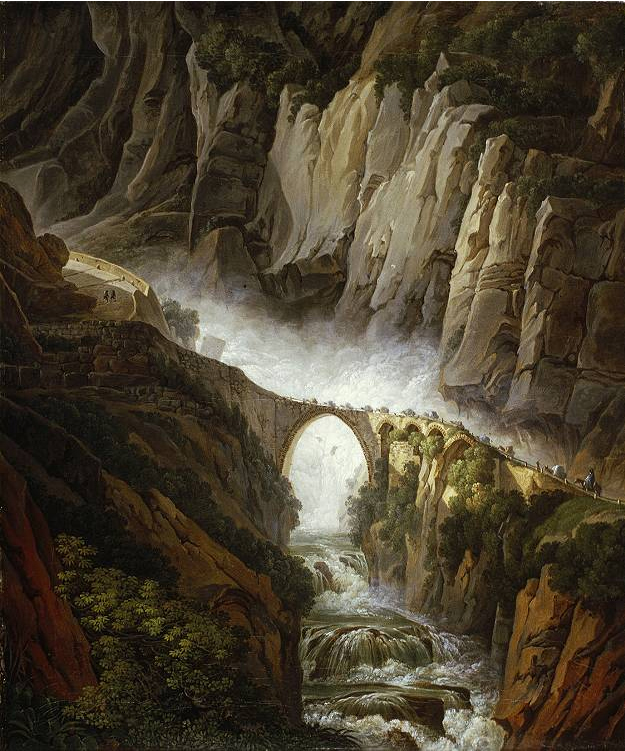
Ördög-híd (1824; akvarell)